# Лив Стрьомквист
Лив Стрьомквист (на шведски: Liv Strömquist) е шведска карикатуристка, писателка и радиоводеща, авторка на комикс-книгата „Плодът на познанието“ (Kunskapens frukt, 2014).

## Биография
Стрьомквист е родена на 3 февруари 1978 година в Лунд и израства в Равлунда в южна Швеция. На петгодишна възраст започва да рисува собствени комикси, но се завръща към това занимание чак на 23 години, когато нейна съквартирантка я запалва по комикс фензините и Стрьомквист публикува първия си фензин за компанията Rikedomen.
Пробива си като карикатурист Стрьомквист прави през 2005 година, когато излиза първата ѝ книга Hundra procent fett. Тя редовно допринася за комикс списанието Galago и други шведски списания и вестници като Dagens Nyheter, Dagens Arbete, Bang, Aftonbladet и Ordfront Magasin.
От 2005 година Лив Стрьомквист работи за младежката радиостанция Sveriges Radio P3, където води сатирични програми. Заедно с писателката Каролин Рингскуг Ферада-Ноли, тя води подкаст за вестник Expressen.
Прави корицата на албума от 2013 година Shaking the Habitual на групата The Knife, както и комикс за уебсайта на групата, който изобразява по сатиричен начин неравенството в доходите на мъжете и жените.
С образованието си в областта на политическите науки, карикатурите на Стрьомквист основно засягат социополитически въпроси от феминистка гледна точка. Няколко от книгите ѝ излизат в превод на френски. Книгата ѝ от 2014 година „Плодът на познанието“, която разглежда табутата в обществото, свързани с женските полови органи и менструацията, е преведена на холандски, датски, немски, финландски, английски, руски, испански и италиански език. Книгата е издадена на български през февруари 2020 г. от издателство „Жанет 45“ в превод на Анелия Петрунова и с графичната адаптация на Кирил Златков.
В предаването за шведската национална обществена телевизия SVT „Лив и Хорас в Европа“, което е излъчено през пролетта на 2016 година, тя пътува из Европа с литературния критик и историк Хорас Енгдал и дискутира живота на различни европейски писатели.

## Награди
За работата си Стрьомквист получава през 2012 година наградата „Adamson Award“ за най-добър шведски карикатурист, поделена с Юнас Дарнел, а през 2013 година – наградата на Центъра за политическо изобразително изкуство EWK.